# Кръстю Русев
Кръстю Русев Русев е български политик, кмет на град Несебър, България.

## Биография
Роден е на 13 март 1913 година в окупираното от гръцки части по време на Балканската война гумендженско село Геракарци. В 1925 година баща му заедно с него емигрира в Свободна България и се установяват в Месемврия (от 1934 година Несебър). Русев остава сирак и е отгледан от вуйчо си. Поради бедност остава с основно образование и работи като чирак в различни работилници.
На 23 декември 1953 година Русев е избран за председател на Изпълнителния комитет на Градския народен съвет на Несебър (кмет). По време на управлението си Русев полага усилия за развитието на риболовната база. На 18 юли 1956 година Министерският съвет обявява с постановление Несебър за град-музей, археологически, архитектурен резерват и курорт от национално и международно значение. В 1956 година с негови усилия в църквата „Свети Йоан Кръстител“ е открита първата музейна сбирка – „Несебър през вековете“.
След края на мандата си на 10 април 1959 година до 1962 година Русев е заместник-председател на Градския общински народен съвет. След това е председател на местния съвет на Професионалните съюзи. От 1963 година е директор на СП „Градска търговия“ в Несебър и началник на отдел „Комунално-битова дейност“ в „Балкантурист“ – Слънчев бряг, където се пенсионира.
Кръстю Русев умира в 1995 година в Несебър.